# Paranthropus boisei
Paranthropus boisei (oorspronkelijke naam Zinjanthropus boisei, jonger synoniem Australopithecus boisei) is een uitgestorven mensachtige en is de grootste soort uit het geslacht Paranthropus. De soort leefde in Oost-Afrika tijdens het Vroeg Pleistoceen tussen circa 2,3 en 1,2 miljoen jaar geleden.

## Ontdekking en naamgeving
Paleoantropologe Mary Leakey had samen met haar echtgenoot Louis Leakey achtentwintig jaar lang onderzoek verricht in de Olduvaikloof van Tanzania, zonder enig belangrijk bot van een mensachtige te kunnen bergen. Wel was gedurende die tijd in de Frida Leakey Korongo 1, een deel van de kloof, een groot aantal werktuigen aangetroffen. Ze beschouwde deze vindplaats als een soort 'huiskamervloer' waar mensachtigen hun afval gedumpt hadden. In de ochtend van 17 juli 1959 liet ze op deze locatie haar honden uit en zag toen plotseling twee tanden van een schedel uit de grond steken die opgegraven werd als specimen OH 5 (Olduvai Hominid 5). Haar man Louis Leakey was in eerste instantie niet onder de indruk van de vondst daar die leek op de lichtgebouwde australopitheek Australopithecus africanus. Hij wilde geen australopitheken vinden maar leden van het geslacht Homo, waartoe ook de moderne mens behoort. Al snel echter zag ook hij het belang van de ontdekking in, toen die zeer gaaf bleek, zij het dat de onderkaken ontbraken. Het was de eerste meer uitgebreide vondst van een australopitheek buiten het gebied van Zuid-Afrika; verder was er in Tanzania bij Eyassi slechts een stuk onderkaak met twee premolaren van aangetroffen, gevonden in 1939.
De vondst kreeg van Philip Tobias de bijnaam Nutcracker Man, 'De notenkraker', wegens de enorme kiezen maar Mary Leakey zelf noemde hem Dear Boy. Louis Leakey overwoog de soortnaam Titanohomo mirabilis doch benoemde uiteindelijk voor de vondst op 15 augustus 1959 het nieuwe geslacht Zinjanthropus met als typesoort Zinjanthropus boisei. Deze naam werd samengesteld uit 'Zinj' voor het middeleeuwse Oost-Afrikaanse gebied Zanj en anthropus, afgeleid van anthropos hetgeen in het Grieks 'mens' betekent. De soort werd eerst vaak aangeduid met alleen Zinj. De soortaanduiding boisei verwijst naar de Londense zakenman Charles Boise die sinds 1948 de financier van het team antropologen was dat van officiële instituties zelden een budget kreeg. Dat veranderde na deze spectaculaire ontdekking: het echtpaar werd van toen af ruim gesubsidieerd door de National Geographic Society en al eind 1959 werd het tempo van de opgravingen flink opgevoerd.

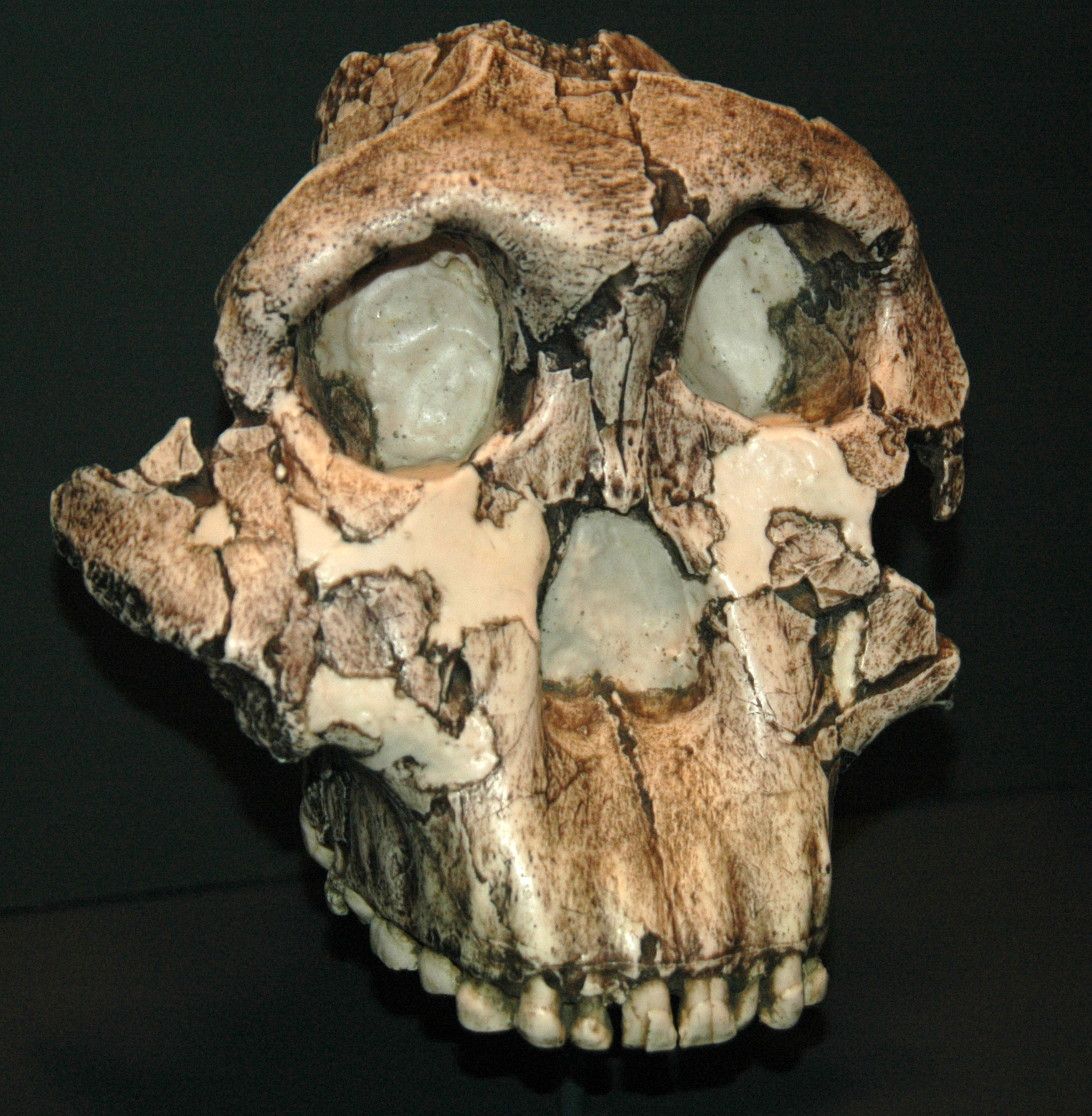
Replica van hoge kwaliteit van OH 5

Louis Leaky stelde in de eerste beschrijving dat 'Zinj' een directe voorloper was van de mens. Dat verbaasde collegae nogal, want eerder had hij een zeer oude leeftijd van het geslacht Homo voorgestaan dat dan nooit op australopitheken geleken zou hebben. Hij meende ook dat de stenen werktuigen die hij aangetroffen had, de Oldowaicultuur, indertijd de oudste die bekend waren, aan Zinjanthropus konden worden toegeschreven. In 1959 waren er nog geen absolute kalium-argon-dateringen uitgevoerd en aangenomen werd dat de soort slechts zeshonderdduizend jaar oud was. Zinjanthropus zou dan een heel snelle evolutie moeten hebben doorgemaakt om in zo'n kort tijdsbestek in de moderne mens te resulteren. Louis Leakey wees er echter op dat dieren door domesticatie in korte tijd extreem van uiterlijk kunnen veranderen. In tegenspraak met de toen gangbare gedachte dat de evolutie van de mens door de culturele ontwikkeling tot stilstand was gekomen, opperde L. Leakey dat die juist versneld was door een proces van self domestication. De cultuur zou dus een sterke selectiedruk hebben uitgeoefend. Al deze hypothesen werden echter al snel verlaten toen in 1960 de ouderdom op 1,8 miljoen jaar werd bepaald en er dat jaar uit dezelfde lagen een veel menselijker vorm opdook: Homo habilis.
In 1964 hernoemde L. Leakey zelf de soortnaam tot Australopithecus (Zinjanthropus) boisei, waarbij Zinjanthropus dus een ondergeslacht werd. In 1967 hernoemde Philip Tobias de soort tot een eenvoudig Australopithecus boisei. Door gewijzigde taxonomische inzichten, en de sterk op Paranthropus robustus gelijkende bouw, is de soort sinds het begin van de eenentwintigste eeuw meestal in het geslacht Paranthropus geplaatst met als combinatio nova Paranthropus boisei, voor het eerst in 1988 als mogelijkheid gesuggereerd door Frederick Edward Grine.

### Belangrijke vondsten
P. boisei is bekend uit acht vondstgebieden.
OH 5: de Notenkraker is het holotype van Paranthropus boisei, gevonden door Mary Leakey. Het gaat om een schedel van een volwassen man die gedateerd is op ongeveer 1,75 Ma, gevonden bij de Olduvaikloof in Tanzania.
Andere vondsten zijn:

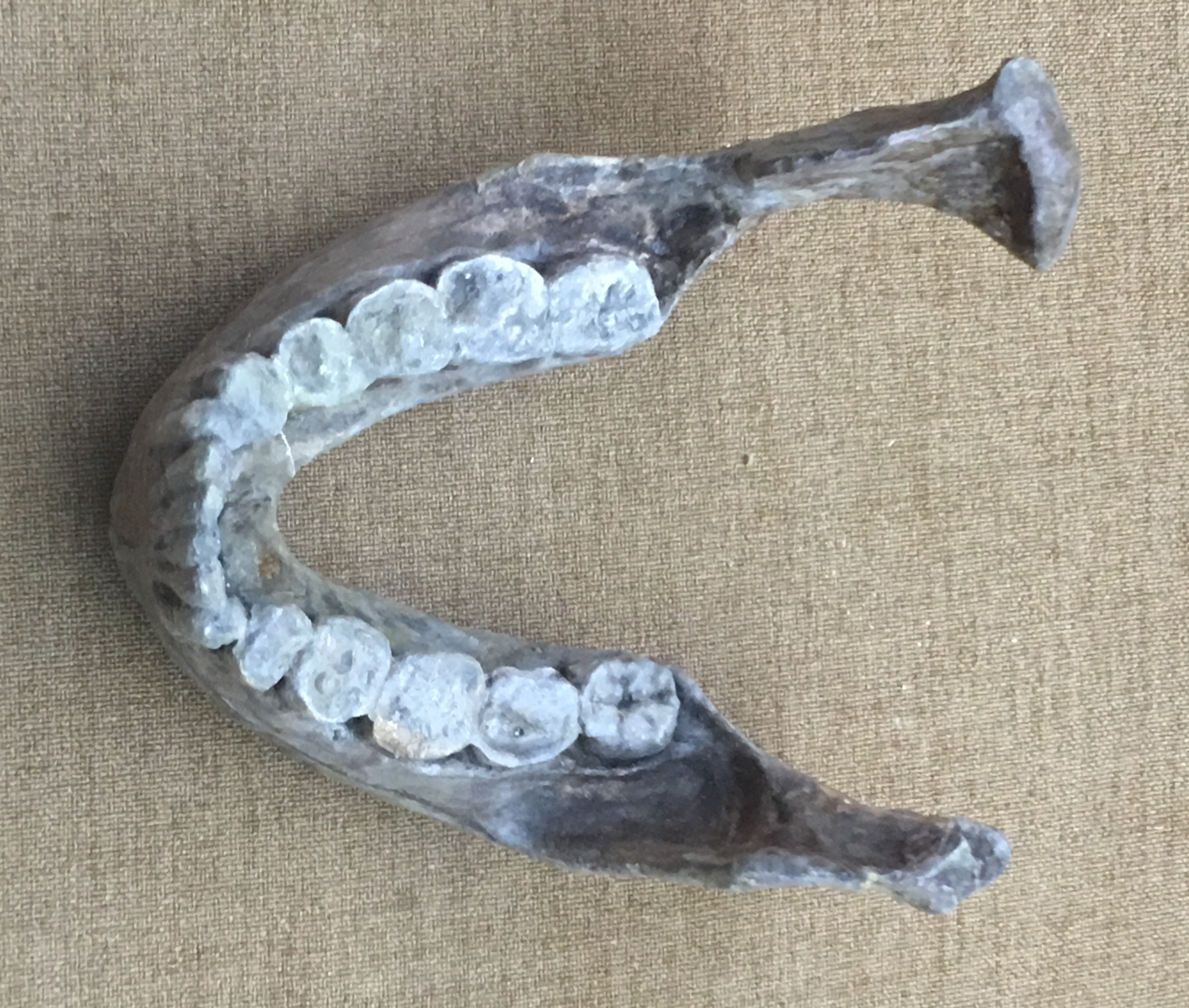
Een afgietsel van de onderkaak uit Peninj

- OH 3: een onderkaak met een voortand en een grote kies van het melkgebit van een peuter, gevonden in 1955 in de Olduvaikloof.[5][6] De identiteit en het belang hiervan werden indertijd niet onderkend. L. Leakey speculeerde een geslacht van reuzen ontdekt te hebben dat verwant was aan Homo — vandaar de naam Titanohomo. Achteraf, in 1959, bleek dit de eerste vondst van P. boisei. Toen J.T. Robinson het australopitheke karakter van de ontdekking doorkreeg,[7] gaf Leakey zijn ongelijk toe.[8]
- NMT-W64-160, ook bekend als 'Peninj 1': een onderkaak van een volwassen exemplaar gemeld in 1964, op 11 februari 1964 door Kamoya Kimeu, in dienst van de Leakey's, gevonden bij Peninj.[9]
- Fossiel materiaal uit de Shunguruformatie van de Omo in Ethiopië, gevonden sinds 1967, is door sommige onderzoekers toegewezen aan P. boisei. Een gedeelte van dit materiaal, waaronder onderkaak Omo 18.18 gevonden in 1967, is benoemd als Paraustralopithecus aethiopicus of later toegewezen aan Paranthropus aethiopicus.
- KNM-CH 1: een schedel in 1970 gevonden bij Chesowanja in Kenia. Deze werd eerst gezien als vertegenwoordiger van een populatie die van P. boisei afstamde maar werd later aan de soort toegewezen en betreft wellicht een vrouw.[10] KNM-CH 2, tandfragmenten, zijn eveneens aan een robuuste vorm toegewezen. Later werd van een nabijgelegen locatie specimen KNM-CH 4 aan P. boisei toegewezen, een fragmentarische schedel.
- KNM ER 406: een vrijwel complete schedel die echter de tanden mist, in 1969 gevonden door Mwongela 'Henry' Mutua en Richard Leakey bij Koobi Fora in Kenia, de East Rudolf. Het specimen toont grote jukbeenderen, een relatief laag gezicht en een schedelinhoud van 510 cm³ (ouderdom circa 1,7 Ma). In 1968 waren in hetzelfde gebied al KNM-ER 403 en KNM-ER 404, gevonden, onderkaken en KNM-ER 405, een verhemelte.
- KNM WT 17400: een deel van een schedel met kenmerken die lijken op die van KNM WT 17000, de Zwarte Schedel, het plesiotype van Paranthropus aethiopicus.[11] De schedel is gevonden bij West Turkana, Kenia (ouderdom circa 1,7 Ma). Al dit materiaal uit Lomekwi en Kangatukuseo, inclusief onderkaak KNM WT 16005, werd eerst aan A. boisei toegewezen.[12] Sommige onderzoekers zien KNM WT 17400 nog steeds als een vrouw van P. boisei. Ook wordt vaak al het materiaal later dan 2,3 miljoen jaar oud aan P. boisei toegewezen, uitgaande van de gedachte dat P. aethiopicus daarin is geëvolueerd.[13]

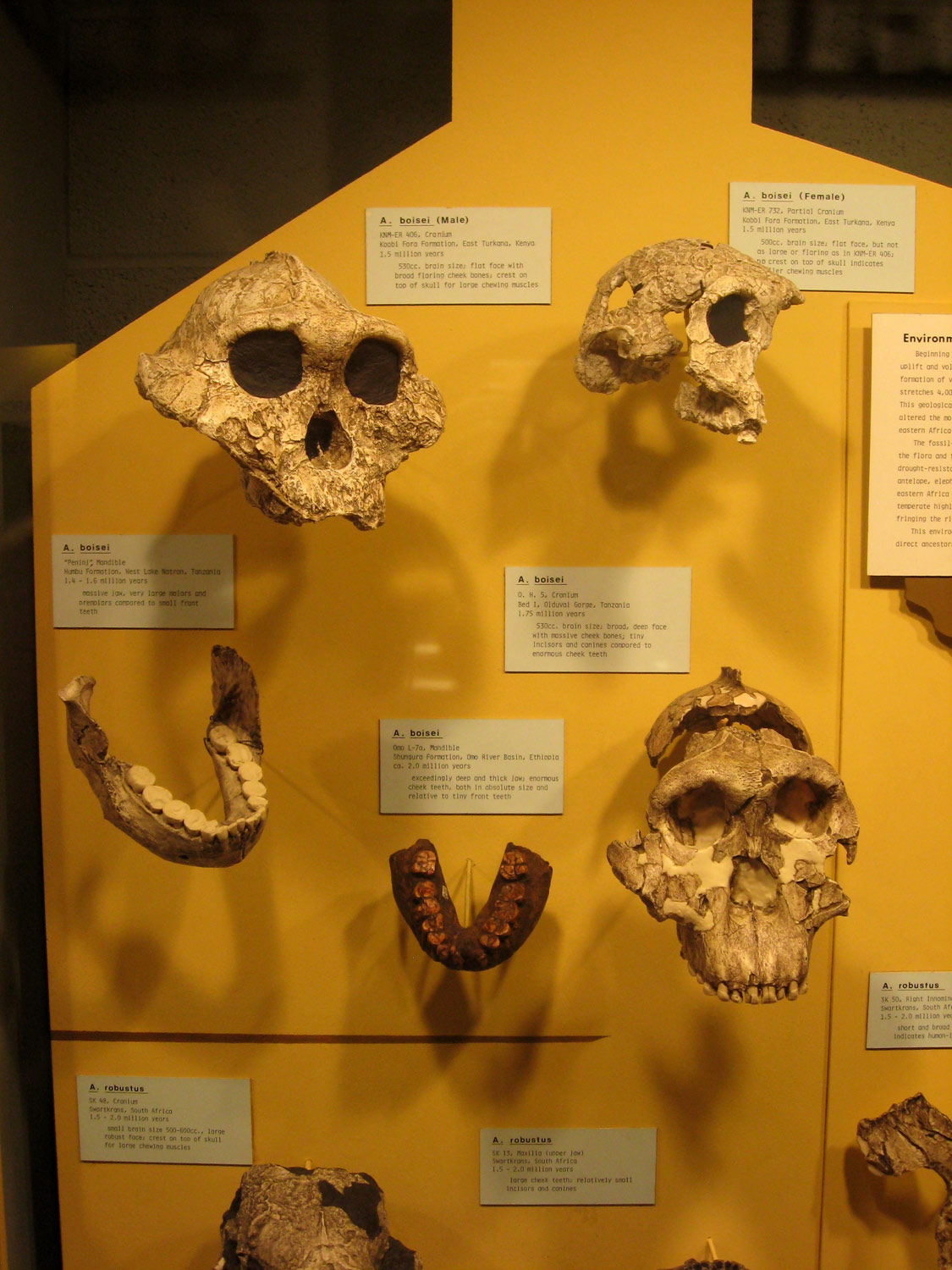
Afgietsels van vijf belangrijke specimina, waaronder OH 5, KNM-ER 732, Peninj 1, KNM ER 406 en L. 74a-125

- KNM ER 407 in 1970 gevonden door Richard Leakey en H. Mutua bij Koobi Fora, een achterkant van een schedel van waarschijnlijk een vrouw (ouderdom circa 1,7 Ma). R. Leakey zag dit eerst als een vertegenwoordiger van Homo. Het meeste overige robuuste materiaal uit Koobi Fora werd eerst als een Australopithecus sp. indet. geclassificeerd, dus als een onbepaalde soort van dat geslacht, maar later aan een A. boisei toegewezen. Hieronder vallen de in 1970 en 1971 gevonden specimina KNM-ER 732 en KNM-ER 733, fragmentarische schedels. ER 732 is een vrouw zonder schedelkam. Ook de later in de jaren zeventig gevonden specimina KNM-ER 13750 en KNM-ER 23000 betreffen schedelmateriaal.[14][15]
- KGA10-525: een deel van een schedel, in 1993 gevonden door Awoke Amzaye bij Konso in Ethiopië. Dit is de grootste tot dusver gevonden schedel van deze soort en de eerste waarbij niet alleen het cranium maar ook de onderkaken aanwezig waren.[16] Volgens sommigen gaat het om de enige resten van deze soort in Ethiopië; alle andere zijn dan in andere delen van Oost-Afrika gevonden (ouderdom circa 1,4 Ma). In 1978 werd echter al een schedel van een jong dier uit het Omobasin gemeld.[17]
- OH 80: het eerste schedelmateriaal, bestaande uit tanden, dat met een postcraniaal skelet in verband kon worden gebracht. Deze vondst uit 2013 in Olduvai, Bell's Koronga, maakte het mogelijk delen van de romp te identificeren. Op grond daarvan werd het weer mogelijk andere losse botten aan P. boisei toe te wijzen zoals de specimina KNM-ER 739, KNM-ER 1504, KNM-ER 6020 en KNM-ER 1591. Het fossiel is gedateerd op 1,338 miljoen jaar.[18]
- KNM-ER 47000: een rechterarm en schouderblad van een volwassen individu op 12 juli 2004 door Hillary Sale van het team van Meave Leakey gevonden bij Ileret op de oostelijke oever van het Toerkanameer op vindplaats FwJj14E.[19][20] Deze vondst, met een ouderdom van 1,52 miljoen jaar, werd in 2020 meer in detail beschreven.
- In 1999 werd een bovenkaaksbeen gevonden bij Malema in Malawi, wat het bereik tweeduizend kilometer naar het zuiden uitbreidde.[21]

In 2023 werd ook specimen KNM-ER 1500 toegewezen, een postcraniaal skelet van een vrouw.
Naast deze belangrijkere fossielen is er een honderdtal losse botten aangetroffen. Wood meldde in 2007 een totaal van 111 schedels en schedelbotten of tanden. Het tempo van ontdekkingen is wel vertraagd na de jaren zeventig. Vrijwel complete skeletten ontbreken volledig. Zelfs combinaties van schedelmateriaal met postcrania zijn zeldzaam. Eerst werd gedacht dat specimen KNM-ER 1500 een fragmentarisch skelet van een vrouw vertegenwoordigde maar later is betwijfeld of het om P. boisei gaat. Bij ieder postcraniaal los bot is de identificatie steeds dubieus.
Het oudste zekere exemplaar van Paranthropus boisei werd gevonden in de Omovallei in Ethiopië en is gedateerd op 2,3 Ma (vondstcode L. 74a-21, een rechteronderkaak), terwijl de jongste exemplaren afkomstig zijn uit de Olduvaikloof en dateren van 1,2 Ma (vondstcodes OH 3 en OH 38, de laatste eveneens een rechteronderkaak). De vondsten uit Konso zijn 1,4 miljoen jaar oud. In een miljoen jaar oude fossielhoudende lagen in Oost-Afrika ontbreekt de soort zodat die vermoedelijk voor dat tijdstip is uitgestorven. De vondst uit Malawi werd geschat op 2,5 tot 2,3 miljoen jaar oud. Bernard Wood vermoedde in 2007 dat de soort 2,7 miljoen jaar geleden is ontstaan. Sommige onderzoekers rekenen het materiaal van P. aethiopicus bij P. boisei en interpreteren die laatste soort dan in ruime zin, sensu lato.

## Beschrijving

### Grootte
Hoewel een 'robuuste' vorm is P. boisei niet wezenlijk groter dan andere australopitheken, dus tussen de een en anderhalve meter lang. Het grote hoofd wijst dus niet op een bijpassende grote romp. Uit skeletkenmerken is afgeleid dat de mannetjes ongeveer 68 kilogram wogen en 1,3 meter lang werden, terwijl de vrouwen op een gewicht van 45 kilogram zijn geschat en 1,05 meter lang werden. Het gemiddelde volwassen mannetje was dus anderhalf keer zo zwaar als de gemiddelde vrouw - Paranthropus boisei had daarmee het grootste seksuele dimorfisme van alle mensachtigen. Deze schattingen zijn echter slechts op weinig fossielen gebaseerd. Het dijbeen van het wellicht mannelijke specimen OH 80 heeft een geschatte lengte van veertig centimeter wat volgens de beschrijving uit 2013 op een lichaamslengte van 156 centimeter zou wijzen mits de proporties gelijk waren aan de moderne mens, wat vermoedelijk niet het geval was. Het gewicht zou veertig of vijftig kilogram zijn, afhankelijk van de gebruikte afleidingsformule. Het gewicht van OH 80 werd in 2016 door William Jungers op 46,4 kilogram geschat. De vrouw KNM-ER 1500 is geschat op 124 centimeter.
De herseninhoud is klein vergeleken met de moderne mens. In 1963 schatte Tobias de herseninhoud van OH 5 op 530 cc. Het werd later bepaald op 488 cm³ met een bereik tussen 400 en 545 cc, en de inhoud is daarmee niet veel groter dan bij Australopithecus afarensis en Australopithecus africanus het geval is. Het volume ligt wat lager dan de 533 cc van Paranthropus robustus maar het verschil is niet statistisch significant en kan dus het gevolg zijn van een toevallige variatie bij de gevonden exemplaren. Latere vondsten van P. boisei hebben iets grotere hersens. Deze trend is echter niet statistisch significant en kan dus berusten op toeval.

### Algemene bouw
P. boisei heeft de typische vorm van robuuste australopitheken. Uit de anatomie van de schedel blijkt een specialisatie voor het kauwen op stevig voedsel en die deelt daarin bepaalde kenmerken met de schedel van moderne gorilla's zoals de schedelkam bij de mannen. Het gebit verschilt daarvan echter sterk. De voortanden en hoektanden zijn klein. De kiezen zijn daarentegen ongeveer vier keer zo groot als bij moderne mensen en dus 'megadont'. Ze zijn ook 'bunodont': afgevlakt met afgeronde randen. De premolaren hebben de vorm van kiezen. De bijtkracht werd vergroot door krachtige kauwspieren die, behalve aan de schedelkam, bevestigd zijn aan enorme jukbeenderen. De onderkaken zijn zeer hoog.

### Onderscheidende kenmerken

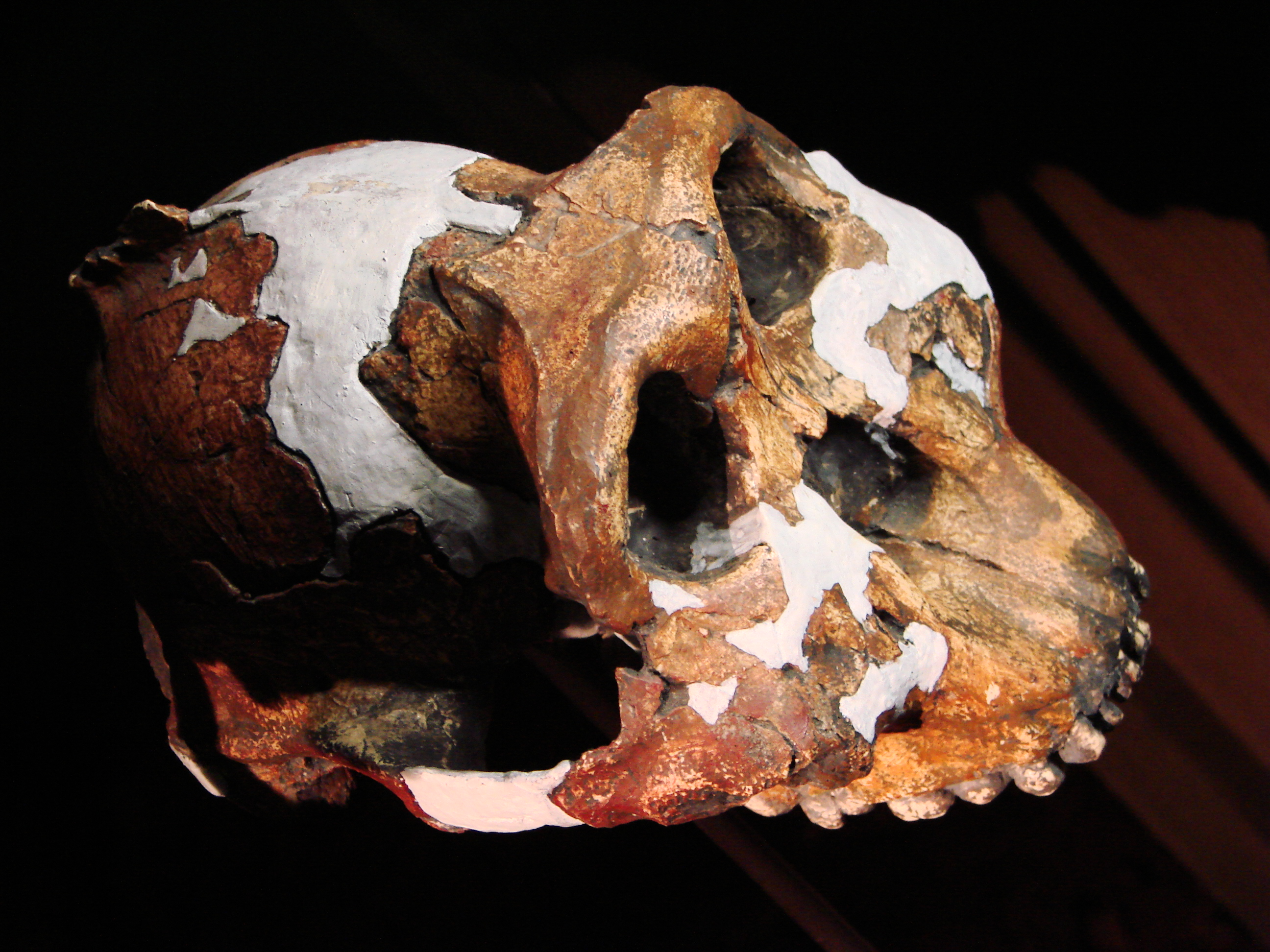
OH 5 laat zien dat de jukbeenderen matig naar voren staken, de bovenkaken sterk

In eerste instantie werden er weinig verschillen gezien met P. robustus en sommige onderzoekers zagen P. boisei daar dan ook als een jonger synoniem van, John Talbot Robinson als eerste in 1960. Ze voegden beide vormen dus samen. Meer nauwkeurig onderzoek wist echter systematische verschillen te vinden tussen het Oost-Afrikaanse en Zuid-Afrikaanse materiaal.
Iets wat al vroeg opviel, was dat bij P. boisei de overlapping van de beennaad tussen het wandbeen en het slaapbeen sterker was. De valse kiezen van de onderkaak hebben speciaal grote en complex gebouwde knobbels aan de tongzijde. Bij de eerste kies van de onderkaak zijn bijkomende knobbels beperkt tot de talonide, het hoofdbekken aan de tongzijde. Bij P. boisei neemt bij de eerste kies de breedte van de kroon niet evenredig toe met de lengte van de tandwortel, anders dan bij gorilla's. De kiezen zijn relatief groter dan bij P. robustus. P. boisei is meer prognaat dan P. robustus, dus de bovenkaak steekt verder naar voren uit. Verder is het verhemelte dikker en smaller. Het jukbeen steekt minder naar voren uit en is niet van het bovenkaaksbeen gescheiden door een verticale groeve. Zo'n groeve ligt wel naast de verdikking van de tandkas van de bovenste hoektand. De groeve van het bovenste kaakgewricht is dieper dan bij P. robustus. De eminentia articularis, een verheffing op het slaapbeen die een te grote rotatie van de kaak verhindert, is van buiten naar binnen gewrongen. Het tympanicum is afgeplat. De horizontale afstand tussen de bovenzijde van het gehoorgang en de punt van de processus mastoideus is vergroot. Het buitenste punt van de processus mastoideus ligt lager dan bij andere mensachtigen.
Latere vondsten, vooral uit Ethiopië, hebben toch weer twijfel gezaaid over het onderscheid. Sommige schedels daar lijken in bouw tussen P. boisei en P. robustus in te staan wat suggereert dat de robuuste vormen in Afrika een enkele doorlopende populatie vormden die dan P. robustus zou moeten heten. Dit bleef echter een minderheidsstandpunt. Verder onderzoek toonde juist grotere verschillen aan.
Een gelijkend probleem is of er een onderscheid is met P. aethiopicus. Een verschil lijkt te zijn dat P. boisei grotere en ingewikkelder taloniden heeft van de achterste tanden. Daarbij werden de onderkaken, als we aannemen dat P. aethiopicus de voorouder is, rond 2,3 miljoen jaar geleden hoger. Verder zijn de bovenkaken korter, de hoektanden korter, de schedelbasis meer gebogen, en de achterste tandenrij langer. Daarna bleef de variatie binnen de soort beperkt, die daarom wel gezien is als een mooi voorbeeld van punctuated equilibrium. Suggesties dat P. boisei in twee soorten gesplitst zou moeten worden, konden niet door nadere statistische studies onderbouwd worden.

### Schedel
De schedel van P. boisei toont een unieke combinatie van een vrij verticaal bovenste deel van het gezicht, matig naar voren stekende bovenkaken en zeer brede jukbeenderen. De zijkanten lopen zo schuin op. De achterliggende hersenpan maakt daarmee een onaanzienlijke indruk, hoewel de absolute omvang ervan nog niet zo beperkt was. De bouw van de schedel is nogal variabel. De wenkbrauwwallen van de oogkassen zijn opvallend verdikt, meer achteraan gescheiden door een driehoekige verdieping op de voorste voorhoofdsbeenderen. De jukbeenderen steken verder naar voren dan de voorste lijn van de neusholte. De neusbeenderen zijn bovenaan breder dan onderaan. De benige neusopening maakt een gestanste indruk doordat de randen niet getrapt of naar buiten gebogen zijn. De aanhechtingsvlakken voor de musculus masseter liggen vooraan, boven de premolaren.
Bij de hersenpan zijn de wandbeenderen lang en laag. De dikte van de beenderen is gering. Er is een gegroefde overlapping van de slaap, wellicht een versterking om de krachten van het kauwen op te vangen. De schedelkammen tonen een grote variatie waarbij soms het hoogste punt vooraan ligt, soms achteraan. Het achterhoofd is laag en breed. Bij oude mannelijke exemplaren vormt zich een dwarskam tussen achterhoofd en slaap. Daarachter ligt op het achterhoofd een plat vlak. Uit afgietsels blijkt dat de hersenen een opvallend basale vorm hebben met spitse frontale kwabben en afgeronde zijkanten. Dat komt overeen met de toestand bij basale mensapen; zelfs A. afarensis heeft een modernere bouw. De randen van het achterhoofd hebben vergrote aderholten maar soms ontbreken die volledig. Het achterhoofdsgat is hartvormig en opvallend ver naar voren gelegen voor een mensachtige met zo'n kleine hersenpan. Het rotsbeen vormt een horizontale verheffing.

### Onderkaken

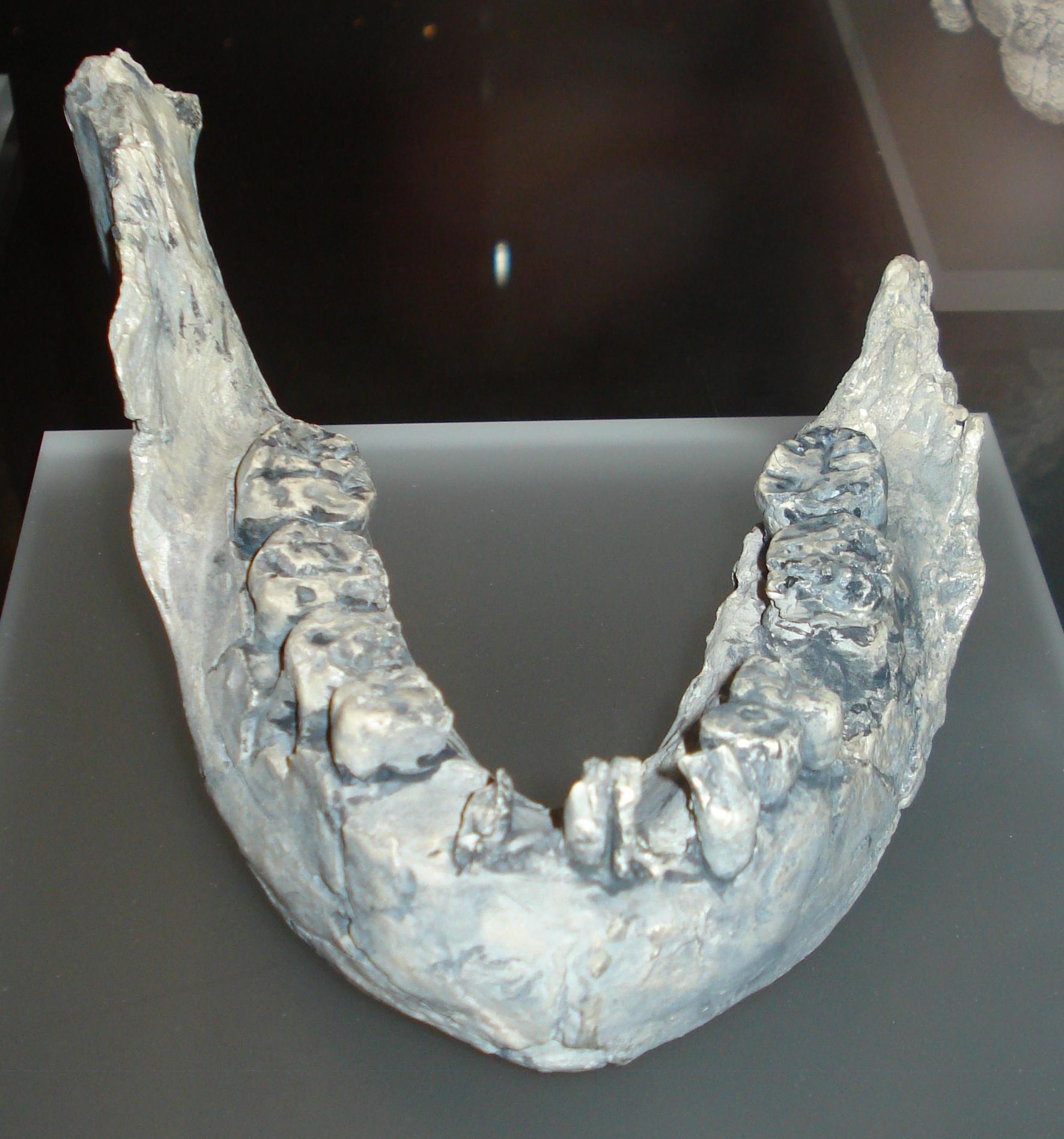
Dit afgietsel van het paar onderkaken ofwel mandibula KNM-ER 729 toont de robuuste bouw die typisch is voor P. boisei: hoge opgaande rami, brede corpora met enorme kiezen en een symfyse met maar een kleine kin en kleine voortanden

De onderkaken zijn extreem hoog. Het hoofdlichaam van de onderkaak is onderaan afgerond en niet alleen hoog maar ook breed. De zijdelingse verdikking onder de kiezen is aanzienlijk. De hele buitenwand is verdikt en afgerond; de binnenwand loopt verticaal. De sulcus molaris externus, de trog tussen de achterste kies en de opgaande tak, is breed. Overeenkomstig het relatieve formaat van de tanden is de beenwal voor de voorste tanden beperkt van omvang, die voor de premolaren en kiezen zeer uitgebreid.
Een kin ontbreekt meestal doordat het vlak waar de gepaarde onderkaken vergroeid zijn, is afgerond. Sommige exemplaren hebben er een kleine maar duidelijke verheffing. Intern is er een lang vlak naar binnen toe achter de rij van voortanden, met krachtige bovenste en onderste versterkende beenringen. De opgaande tak richting kaakgewricht is breed en zeer hoog, met buitenste en binnenste verstevigingen van de kop die het onderste gewricht vormt.

### Tanden
Bij de tanden is het verschil opvallend tussen de kleine voorste voortanden en hoektanden en de achterste premolaren en kiezen. Die laatste zijn extreem groot, de meest omvangrijke die van mensachtigen bekend zijn. Hun tandemail is tot drie millimeter dik. Op de kronen is het tienmaal dikker dan op de tandhalzen terwijl die verhouding bij de moderne mens vier op een bedraagt. De kronen puilen zo sterk uit dat de kies een bekervorm krijgt. 

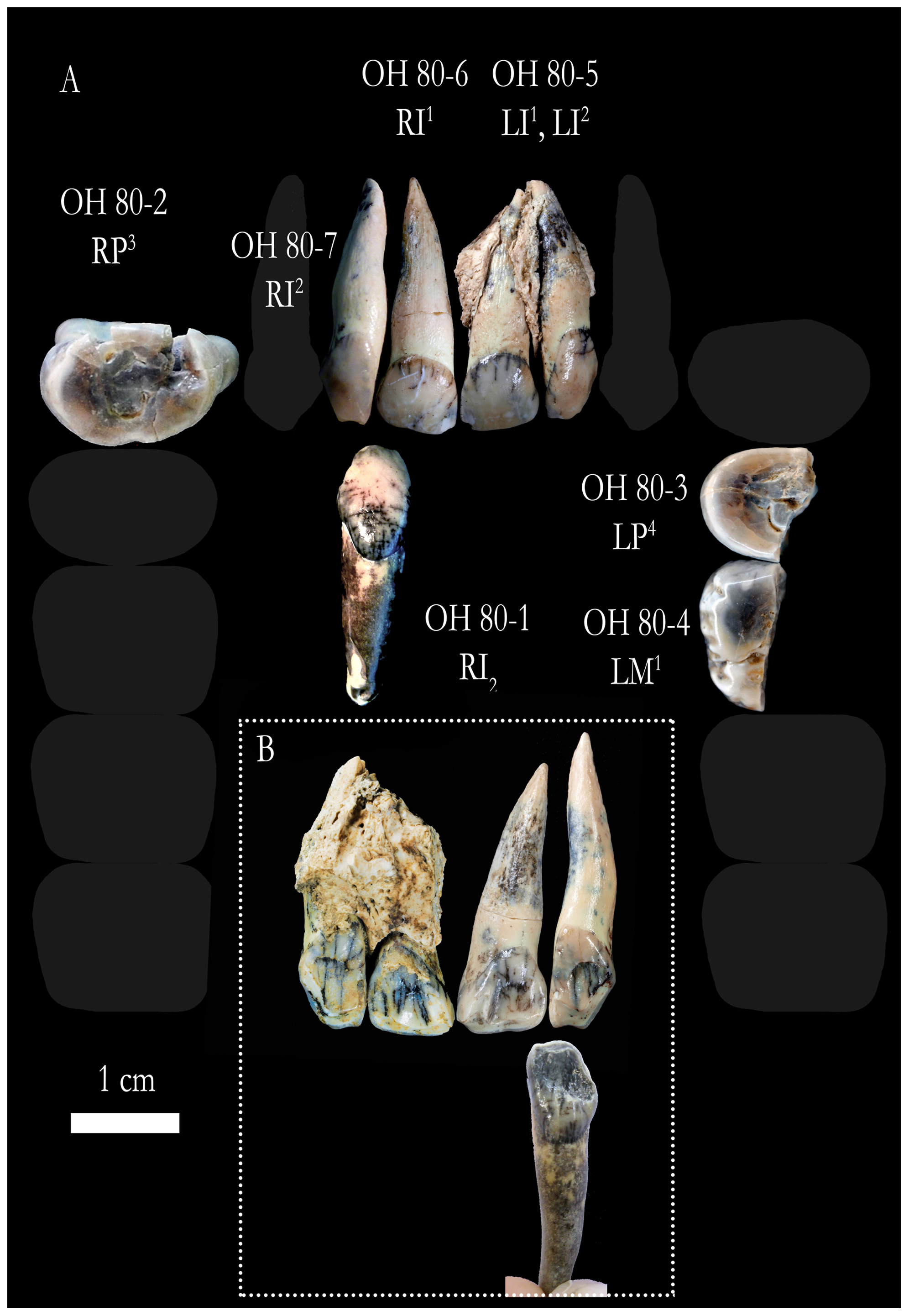
De tanden van OH 80

De voortanden hebben geen bijzondere vorm. De premolaren zijn 'gemolariseerd': ze benaderen de kiezen in vorm, vooral de onderste vierde premolaar waarvan de wortels vaak nog aanzienlijker zijn dan die van de eerste kies. De derde bovenste premolaar — bij mensachtigen ontbreken overigens de eerste en tweede valse kies — is maar weinig kleiner dan de vierde. De bovenste premolaren, die vrij grote paraconen hebben ofwel voorste buitenste knobbels, kunnen bij P. boisei twee of drie wortels hebben. De eerste bovenste kies is kleiner dan de tweede die weer even groot is als de derde. De bovenste kiezen hebben vaak een tuberculum Carabellii, een extra knobbeltje op de zijkant van de kroon. Deze kiezen hebben drie wortels, twee aan de buitenkant en een aan de tongzijde, zonder een speciale bouw.
De onderste vierde premolaar heeft een 45% groter kauwvlak dan de derde. Bij de onderste derde premolaar neemt de knobbel aan de tongzijde in relatieve grootte toe naarmate het hele element groter is. Beide onderste premolaren hebben minstens drie knobbels, waarbij de metaconide mesiaal ligt van de protoconide, dus aan de zijde van de voorliggende tand, een afgeleid kenmerk. Ze hebben altijd twee wortels. Hun wortels aan de zijde van de achterliggende tand zijn relatief lang, bij de vierde premolaar langer dan de distale wortel van de onderste eerste kies. De onderste kiezen hebben dezelfde verhouding in onderlinge grootte als de bovenste kiezen. Hun taloniden zijn verbreed. Meestal hebben ze geen protostylide, een extra knobbeltje op de lipzijde van de kroon. Ze hebben altijd twee, robuuste, wortels. Bij de tweede en derde onderste kies zijn de wortels relatief kort; de distale wortel van de eerste kies, die aan de zijde van de tweede, staat schuin. De onderste kiezen hebben meer dan zes knobbels. Daaronder is altijd een knobbel op de C6-positie en soms, vooral bij de derde kies, zijn er twee. Een C7-knobbel ontbreekt meestal. Hun mesiale en distale zijden zijn steil.

### Postcrania

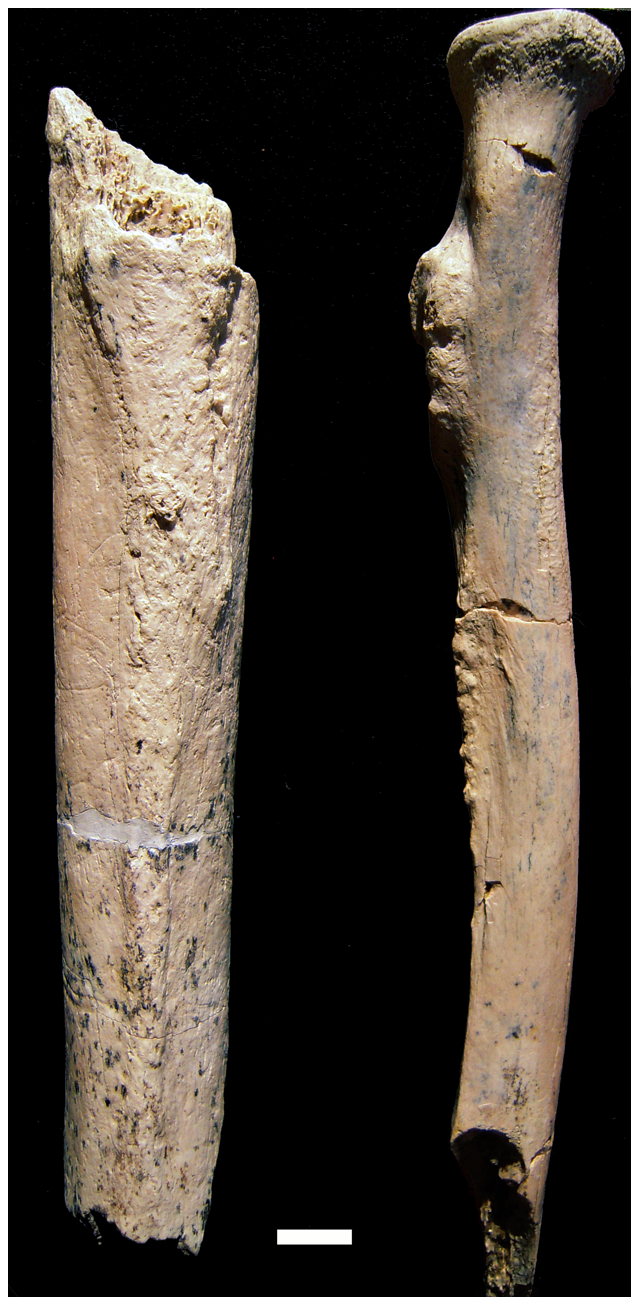
Het stuk dijbeen en de ellepijp van OH 80

Van het postcraniaal skelet, de delen 'achter' de schedel, was eerst zeer weinig bekend. Dijbeen OH 20 werd aan P. boisei toegewezen omdat het sterk op dat van P. robustus leek in een brede, van voor naar achter afgeplatte nek, een verticale en niet zijwaarts verbrede trochanter major, een achterwaarts gelegen trochanter minor, een diepe fossa trochanterica, en een groeve op de achterzijde van de nek voor de pees van de musculus obturator externus.
Verschillende armbeenderen en voetbeenderen werden eerst aan Homo habilis toegewezen omdat ze zo modern leken, maar later werd begrepen dat P. boisei in de ledematen wellicht niet zoveel van de huidige mens of in ieder geval de vroege Homo verschilde. Aangezien Paranthropus talrijker was dan Homo, is het a priori waarschijnlijker dat een bepaald bot tot het eerste geslacht behoorde.
Een opperarmbeen dat deel uitmaakt van specimen OH 80 heeft een botwand van zeven millimeter wat veel dikker is dan bij de moderne mens. Het onderste uiteinde is overdwars erg breed, van voor naar achter tamelijk plat. Het spaakbeen is extreem robuust, het grootste dat in 2013 van een mensachtige uit het Plioceen of vroege Pleistoceen bekend was. De fovea articularis heeft een basale afgeschuinde vorm met een eccentrische positie wat een stabiele articulatie met het opperarmbeen en de ellepijp oplevert, wat nuttig is bij het klimmen. De nek van het spaakbeen is zeer robuust en heeft een fors uitsteeksel voor de aanhechting van de musculus biceps brachii wat duidt op een krachtige musculatuur om de onderarm te buigen. De lengteas van het uitsteeksel is echter meer achterwaarts gericht, als bij Homo sapiens. De crista interossea, de kam aan de zijde van de opening tussen spaakbeen en ellepijp, is basaal gebogen. Een overeenkomst met de moderne mens is echter weer dat de lengteas van het onderste deel van de curve meer voorwaarts gericht is, voor het midden van het onderste gewrichtsvlak. Een schuine opvallende achterste lijn aan de tegenzijde van de kam suggereert een krachtige musculus pronator teres. De ellepijp OH 36, onder voorbehoud toegewezen, is ook heel robuust.
Ook het dijbeen van OH 80 heeft een extreem dikke botwand, tot elf millimeter. De wand is zo dik dat de interne holte sterk in grootte beperkt wordt. De schacht was de dikste die van enige mensachtige ouder dan een miljoen jaar bekend was. De afplatting van voor naar achter is ongeveer even groot als bij de moderne mens, hoewel in een 'platymeer' dijbeen wel een verschil met Paranthropus gezien is.
Bij specimen KNM-ER 47000 heeft het schouderblad een brede nek en een zeer dikke processus acromialis. De sulcus axillaris is goed ontwikkeld en verruwingen wijzen verder op een krachtige musculatuur. Het schoudergewricht is meer zijwaarts gericht als bij de moderne mens, afwijkend van de hogere oriëntatie van basale mensapen. Overeenkomend met die groep is de nauwe lange zone onder de spinus. Ook hier is het opperarmbeen zeer robuust gebouwd. Daarvan is de bouw verder opvallend door een afgeronde achterste binnenzijde, een krachtige verheffing voor de musculus brachioradialis, een sterk uitstekende binnenste beenstijl richting onderste gewricht, een ondiepe groeve voor het contact met de processus olecrani van de ellepijp, brede binnenste en buitenste verstevigingen van de schacht, en een diepe trog in de trochlea van het onderste gewricht. Dezelfde zware bouw typeert de ellepijp die krachtige kammen toont en een sterke kromming over de lengterichting. Het eerste en vierde middenhandsbeen zijn slank; het derde is matig robuust en mist een processus styloideus. De vingers zijn relatief kort als bij Homo. Het eerste kootje van de derde vinger heeft zulk dikke botwanden dat een mergholte geheel ontbreekt. Ook andere gevonden kootjes zijn robuust, breed en matig gekromd, een basaal kenmerk.
KNM-ER 47000 lijkt aan te tonen dat de armen relatief lang zijn als bij andere australopitheken: korter dan bij basale mensapen maar langer dan bij latere soorten van Homo.

## Fylogenie
In tegenstelling tot Louis Leakey's hypothese dat de soort een directe voorouder van Homo sapiens was, wordt Paranthropus boisei tegenwoordig op een evolutionaire zijtak geplaatst die niets met het geslacht Homo te maken heeft. Van zijn oordeel dat Zinjanthropus een aparte tak vormde naast de tak van Australopithecus en Paranthropus moest hij zelf al snel terugkomen. Leakey voegde Zinjanthropus, Australopithecus en Paranthropus later samen in een onderfamilie Australopithecinae maar dat is een begrip dat weinig meer gebruikt wordt, want het is een onnatuurlijke groep. Wel delen de australopitheken tot op zekere hoogte een bepaalde ontwikkelingsgraad.

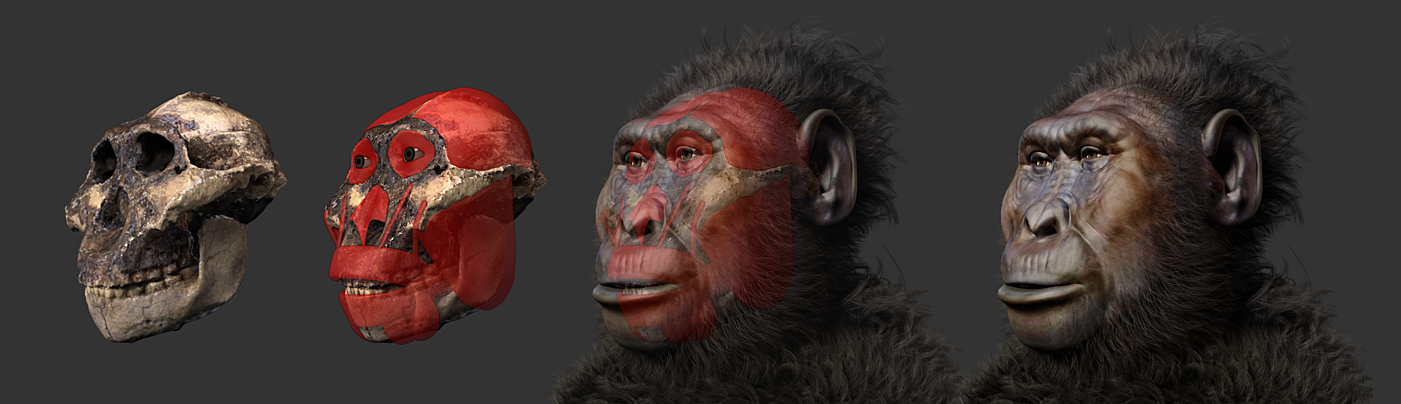
De stappen van de reconstructie van Paranthropus boisei

De verwantschappen met andere robuuste australopitheken, zoals Paranthropus robustus en Paranthropus aethiopicus, zijn onzeker en omstreden, alsmede de relatie met Australopithecus africanus. Het kan zijn dat ze samen een aparte tak of clade vormen. Deze hypothese wordt vrij sterk ondersteund door exacte cladistische analyses waarin de meest waarschijnlijke stamboom berekend wordt, namelijk die met het minste aantal evolutionaire veranderingen. Zij wordt gezien als een van de meest betrouwbare uitkomsten van fylogenetisch onderzoek naar mensachtigen. Een moeilijkheid is dan dat de oudste robuuste vormen, uit Oost-Afrika, de meest afgeleide bouw hebben. Zo steken hun kaken meer naar voren dan bij de basale Australopithecus afarensis maar ook meer dan bij de latere P. robustus. Dat suggereert dat er een omkering van kenmerken heeft plaatsgevonden, wat minder waarschijnlijk is. Dat probleem kan opgelost worden door aan te nemen dat er een nog onbekende oudste voorouder van de tak geweest is die leek op P. robustus.
Een andere mogelijkheid is dat de Oost-Afrikaanse vormen, dus P. boisei en de oudere P. aethiopicus, een oudere afsplitsing vertegenwoordigen, terwijl P. robustus van A. africanus afstamt. In dat geval is er geen goede reden ze in Paranthropus onder te brengen. De oudere geslachtsnaam Zinjanthropus kan hoe dan ook naar keuze toegepast worden, hoewel dat niet gebruikelijk is. Meestal wordt dan alles in Australopithecus geclassificeerd hoewel dat geslacht parafyletisch is, dus een onnatuurlijke groep die niet alle afstammelingen omvat, met name de soorten van Homo. Deze mogelijkheid neemt een hoog niveau van parallelle evolutie aan. De robuuste bouw zou zich dan tweemaal apart hebben ontwikkeld. Op zich is dat weinig waarschijnlijk maar het wordt plausibeler als het feit in aanmerking genomen wordt dat verdroging van het klimaat meermalen eenzelfde aanpassing aan een taaier dieet kan hebben voortgebracht. Bij veel diergroepen ontwikkelen zich per soort onafhankelijk functioneel overeenkomende veranderingen van het kauwapparaat.
Er zijn methoden bedacht om beide hypothesen te toetsen. Als P. boisei afstamt van een voorouder die op P. robustus leek, zou men verwachten dat zijn afgeleide eigenschappen uitvergrotingen zijn van diens functionele aanpassingen. Dat blijkt echter niet het geval te zijn, wat duidt op een parallelle evolutie. Zo is de verbreding van de premolaren aan de tongzijde bij P. boisei het gevolg van een vergroting van het entoconide, de knobbel aan de distale zijde, bij P. robustus van het hypoconide aan de mesiale zijde. Verder is bij P. robustus het wortelsysteem van de derde premolaar van de onderkaak eenvoudiger dan de oorspronkelijke bouw, bij P. boisei complexer zodat de twee taxa ook op dit punt verschillende evolutionaire paden gevolgd hebben.
Als de robuuste australopitheken een aparte tak vormen, is het de vraag aan welke bekende mensachtige die het nauwst verwant is. Het is gesteld dat Australopithecus afarensis de laatste gemeenschappelijke voorouder is van zowel Homo als de robuuste vormen. Een andere mogelijkheid is dat A. afarensis zelf een basale robuuste vorm is die dichter bij Paranthropus staat dan bij Homo of A. africanus. De robuuste vormen delen inderdaad enige kenmerken met A. afarensis die niet bij Homo of A. africanus voorkomen maar niet genoeg om deze hypothese sterk te ondersteunen. Problematisch is verder de relatie met Australopithecus garhi.

## Levenswijze

### Leefgebied
Paranthropus boisei leefde in een habitat bestaande uit zowel droge savanne als bossen. Zijn leefgebied was natter dan dat van P. robustus. In 1988 stelde een studie dat hij bossen, zoals oeverbossen en moerasbossen, boven graslanden prefereerde. In 1997 beklemtoonde een ander onderzoek het belang van natte graslanden. De later ontdekte vondstgebieden in Ethiopië lijken vrij droge graslanden te zijn. Er is geen goed bewijs voor een trend tot verdroging van de leefgebieden.
Een opvallend gegeven is dat P. boisei zijn habitat deelde met twee andere mensachtigen: Homo habilis en Homo ergaster. Dit roept de vraag hoe de niches tussen deze verdeeld werden. Het kan zijn dat ze zich specialiseerden in een verschillend dieet, voortbeweging of werktuiggebruik.

### Dieet: een gras en knolcyperus etende aapmens?

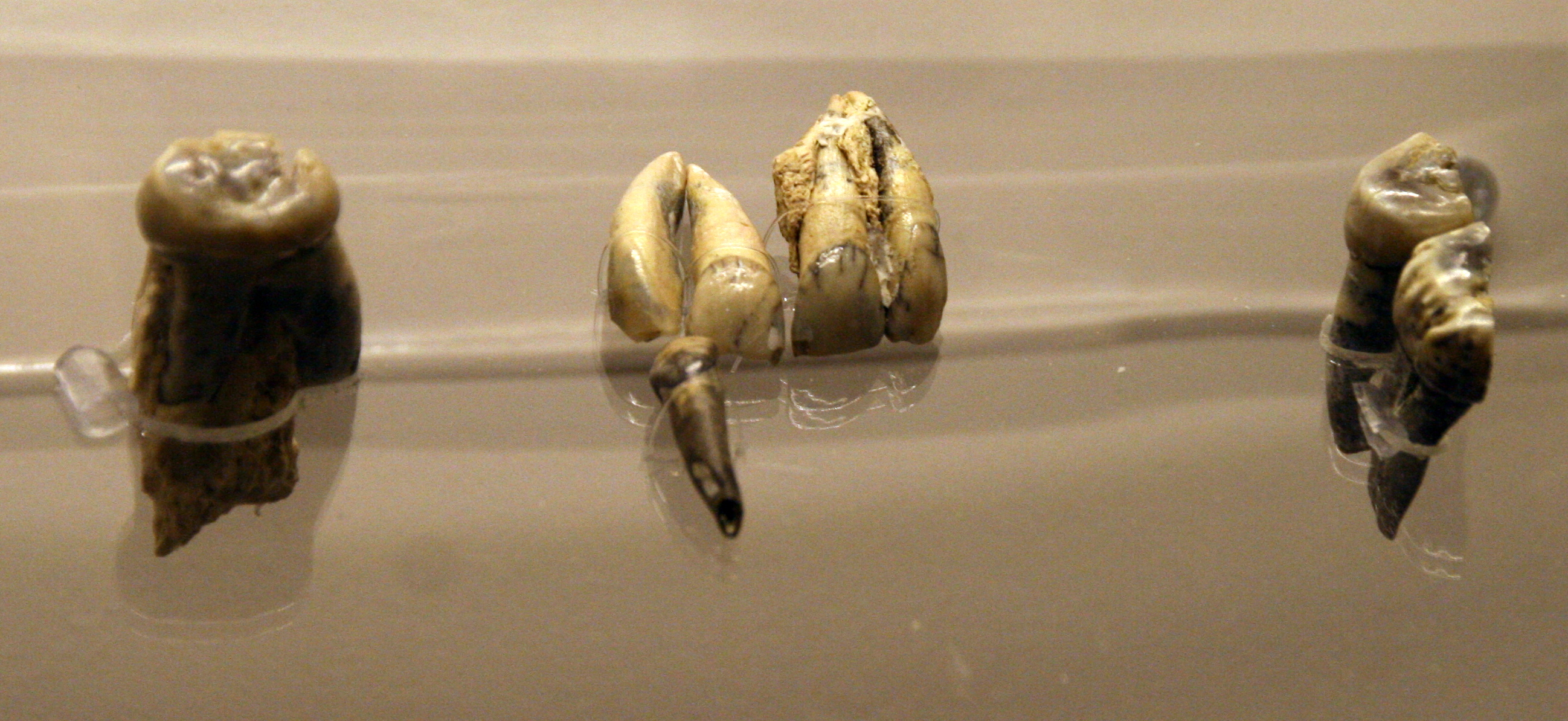
OH 80 toont dat de voortanden relatief klein zijn en de kiezen enorm groot met dik email

Dat de voortanden en hoektanden klein zijn, is een aanwijzing dat het voedsel niet in belangrijke mate door het voorste gebit verwerkt moest worden, zoals bij bladeren en bessen meestal wel het geval is. Mocht toch fruit gegeten zijn dan was dat kennelijk klein van omvang en miste een dikke schil of vezelig vruchtvlees. Het zou echter kunnen dat dergelijk fruit eerst door werktuigen bewerkt werd.
Voor de enorme bunodonte premolaren en kiezen zijn er twee plausibele verklaringen. Ze kunnen dienen om de belasting over een grotere oppervlakte te spreiden zodat de bijtkracht hoger kan zijn. Een andere mogelijkheid is dat ze gebruikt werden om per kauwbeweging meer voedsel te verwerken. Een studie uit 1986 stelde echter vast dat bij moderne basale mensapen de hoeveelheid verwerkte bladeren omgekeerd evenredig is met de verhouding in grootte tussen de eerste en de grotere derde kies. Bij P. boisei is de eerste kies bijna even groot. Geconcludeerd werd dat die slechts kleine hapjes bladeren of zaden tot zich nam. Hieruit is weer afgeleid dat taaie wortels en knollen gegeten werden, welke ruimschoots op de savanne aanwezig zijn en een goede bron van energie en bouwstoffen vormen.
De kiezen zijn bedekt met een laag tandemail die tot de dikste behoort die van primaten bekend is; het is wel 'hyperdik' genoemd. Kennelijk is dit een aanpassing om te voorkomen dat het kraakt onder een zware belasting bij contact met hard voedsel of al te snel slijt bij het verwerken van kleine ronde harde objecten. De kiezen waren zo geschikt om voedsel te pletten en te vermalen.
De gedachte dat bijtkracht een belangrijke rol speelde bij het eten, wordt bevestigd door de sterke ontwikkeling van de schedelkammen, die wijzen op een enorme musculatuur van het kauwapparaat. Ook de meer voorwaartse positie van de centrale schedelkam en de jukbeenderen zal die kracht vergroot hebben. Het zou echter kunnen dat die extra spieren voornamelijk dienden om het verlies aan druk te compenseren, veroorzaakt door het verspreiden van de kracht over de grotere oppervlakte van de kiezen. Die zou dan toch als hoofdfunctie gehad hebben de hoeveelheid te verwerken voedsel te verhogen. Naast de kiezen zijn ook de bovenkaken en uitzonderlijk grote onderkaken versterkt, ook overdwars, om extra verticale krachten en verwringingen op te vangen.
Deze hypothesen zouden getoetst kunnen worden door de aard van de krasjes op de kiezen te meten. Wood meldde in 2007 echter dat er toen nog geen enkele studie naar was uitgevoerd. In 2008 publiceerde Peter Ungar het eerste onderzoek. Daaruit bleek dat het gebit een basale combinatie toonde van weinig putjes in het glazuur en geringe anisotropie, het evenwijdig lopen van de krassen. Er waren dus geen aanwijzingen dat harde objecten werden gekraakt. In wezen was het glazuur niet verschillend van dat van A. afarensis. Vooral de geringe complexiteit van het glazuur was verrassend gezien de enorme kiezen. Ungar stelde dat P. boisei daarmee een mooi voorbeeld was van Liems Paradox, het  vreemde verschijnsel dat bij basale mensachtigen vaak de gegevens die uit het glazuur kunnen worden afgeleid haaks staan op een normale functionele interpretatie van de gebitsvorm.
Een andere mogelijkheid is het bepalen van de chemische structuur van het tandemail. Een vroege studie uit 1978 had als verrassende uitkomst dat het hoge strontiumgehalte wees op een belangrijke vleescomponent in het dieet. Het kan daarnaast onderzocht worden wat de verhouding is tussen het koolstof 13 en het koolstof 14. Dat weerspiegelt de verhouding tussen de geconsumeerde C3-planten en C4-planten. Die laatste zijn typisch voor droge landschappen.
De opvatting dat onder andere het gebit (en dan vooral de achterste kiezen) was gebouwd om te kauwen op taaie materialen zoals grondwortels, noten en misschien bladeren in het grasland is onjuist, concluderen de antropoloog Thure Celleing en zijn medeauteurs in een studie in PNAS. Op grond van hun onderzoek moet het dieet van deze mensaap voornamelijk uit tropische grassen hebben bestaan. Het Cerling-team onderzocht 22 individuen, die allen grote graseters bleken te zijn.
Hun dieet bestond gemiddeld voor 77% uit grassoorten, meer dan ooit bij een mensachtige is gezien. Het onderzoeksteam vergeleek de tanden van Paranthropus boisei ook met de tanden van andere grazers die rond die tijd leefden, zoals voorouders van zebra’s en nijlpaarden. Deze bleken ook voornamelijk grassen te eten. Nijlpaard, zebra en deze mensachtige streden dus samen om het aanwezige eten. Het hoge percentage koolstof-13 zou niet veroorzaakt zijn door het eten van vlees, dat eveneens een bron van koolstof-13 in het tandglazuur kan zijn. Daarvoor werd het gebit van Paranthropus boisei niet geschikt geacht.
Omdat een dieet van hoofdzakelijk grassen te arm zou zijn aan voedingsstoffen is er door Gabriele A. Macho gezocht naar plaatselijke aanwijzingen en werd het dieet van P. boisei aangevuld met knolcyperus, wormen en sprinkhanen.
De controverse zou hierna blijven bestaan. In reactie op studies die stelden dat het gebit vooral was aangepast om taai in plaats van hard voedsel te eten, concludeerde een artikel door Amanda Smit e.a. in 2015 dat de schedel gespecialiseerd was om hoge bijtkrachten te weerstaan teneinde voedseldeeltjes te kraken. Daarbij wees men erop dat het niet simpelweg mogelijk was om de spierkracht te verhogen: dat zou de kaak ontwrichten. Dat gevaar wordt vergroot door het jukbeen naar voren te schuiven. Het is zeer atypisch dat bij P. boisei dan ook nog eens de achterste tanden zo sterk ontwikkeld zijn. Als daar geen hoge bijtkrachten zouden kunnen worden uitgeoefend lijkt dat de hypothese te ondersteunen dat taai voedsel werd gekauwd. Een computermodel werd ontwikkeld om te simuleren hoe de schedel van P. boisei dit probleem oploste. Het bleek dat vergeleken met chimpansees en A. africanus het gezicht extreem stijf was. In de zone onder de oogkassen vond echter sterke vervorming ofwel deformatie plaats en werden de krachten zijwaarts afgeleid naar de jukbeenderen. In 2023 concludeerde een studie dat P. boisei in ieder geval een gespecialiseerd dieet had, vergeleken met een generalistisch dieet bij de vroege Homo in zijn leefgebied.

### Werktuigen
De in de jaren vijftig gevonden stenen werktuigen kunnen niet in direct verband worden gebracht met Paranthropus boisei, hoewel Louis Leakey dat aanvankelijk wel aannam. Meestal worden ze aan Homo habilis toegeschreven. Ook daarvoor is het bewijs echter gering.
Later werd alsnog aangenomen dat robuuste australopitheken simpele werktuigen vervaardigden. Bij specimen OH 80 zijn die ook aangetroffen.
Het vermogen om werktuigen te gebruiken kan ook afgeleid worden uit de bouw van de handbeenderen. Een probleem daarbij was dat er eigenlijk geen handmateriaal bekend was waarvan met zekerheid vastgesteld kon worden dat het aan P. boisei toebehoort. Pas OH 80 en KNM-ER 47000 laten hier wat licht op schijnen. De bouw van de onderarm van OH 80 werd niet onverenigbaar geacht met een precisiegreep nodig om werktuigen te maken. De hand van  KNM-ER 47000 staat een precisiegreep toe maar de wat zwakke duim wijst erop dat het gebruik van werktuigen minder intensief was dan bij Homo erectus. Het ontbreken van een processus styloideus bij het derde middenhandsbeen is wel gezien als een belemmering voor een precisiegreep maar Homo naledi mist dit uitsteeksel ook doch lijkt wel werktuigen te hebben gebruikt.

### Voortbeweging
Door het ontbreken van hele skeletten is het lastig de precieze lichaamshouding te bepalen. Er is echter geen reden te betwijfelen dat P. boisei volledig rechtop liep. Daarop wijst ook de voorwaartse positie van het achterhoofdsgat die erop duidt dat het hoofd recht boven een verticale ruggengraat gehouden werd.
Bij specimen OH 80 zijn de armen relatief lang ten opzichte van de dijbeenderen. Ze tonen ook aanpassingen voor het klimmen, waaronder zeer robuuste botten en een krachtige musculatuur. Volgens de beschrijving uit 2013 zou dat kunnen wijzen op een levenswijze als bosbewoner die relatief vaak de boom in ging. Bij Paranthropus robustus is de hand niet speciaal aan het klimmen aangepast. Mocht P. boisei inderdaad afstammen van een voorouder die aan P. robustus identiek was dan zou het vermogen tot klimmen zich dus opnieuw hebben ontwikkeld. De krachtige arm van specimen KNM-ER 47000 bevestigt deze conclusies. Het opperarmbeen heeft een buigsterkte als bij een chimpansee en de vingers kunnen evenveel belasting dragen als bij gibbons. De zijwaartse richting van het schoudergewricht wijst erop dat het klimmen toch niet zeer belangrijk was.

### Seksuele dimorfie

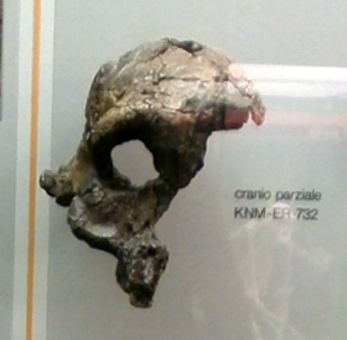
KNM ER 732 is vermoedelijk de schedel van een vrouw

In de jaren zeventig werd duidelijk dat bij P. boisei de mannen en vrouwen duidelijk verschilden, niet alleen in grootte maar ook in vorm. Bij volwassen mannen zijn de gezichten langwerpiger dan bij de vrouwen, anders dan bij P. robustus. Bij de mannen steekt de rij van de voortanden en hoektanden minder ver naar voren uit dan bij vrouwen — en ook dit is bij P. robustus niet waarneembaar. Een overeenkomst tussen beide soorten is dat mannen robuustere onderkaken hebben dan vrouwen. Bij althans P. boisei verschillen mannen en vrouwen weinig in absolute hersengrootte. Specimen KNM ER 732 liet zien dat het verschil minder was dan dat tussen A. africanus en P. robustus en betekende de doodsteek voor de hypothese dat de eerste slechts de vrouw was van de laatste.
In het algemeen toont het materiaal een grote variatie. Het is echter lastig te bepalen of die altijd seksuele dimorfie vertegenwoordigt. De hoektanden laten weinig verschil in grootte of vorm zien, wat sterk verschilt van de situatie bij de meeste apen, waar mannen veel grotere hoektanden hebben om mee te dreigen of vechten. De unieke combinatie van een grote variatie in lichaamsmassa met even grote hoektanden zou een aanwijzing kunnen geven over de sociale structuur maar onderzoekers hebben hierover zeer afwijkende conclusies getrokken. Zo is zij geïnterpreteerd als een teken voor een leven in harems met een dominante man doch ook voor een leven in gezinnen of gemengde groepen. Nog levende primaten zijn daarbij een twijfelachtige analogie voor fossiele soorten.

### Groei
Jonge kinderen van P. boisei, overleden in hun derde of vierde levensjaar, tonen sterke slijtage van hun melkgebit. Dit kan een gevolg zijn van hun taaie levenskost maar ook van een vroeg gespeend worden. Hoewel hun kiezen veel groter waren, bereikten die ongeveer even snel hun uiteindelijke omvang als bij andere mensapen, wat erop duidt dat hun lagen zeer snel werden afgezet, zoals ook blijkt uit de groeilijnen.
In de vorming van de voortanden en de volgorde van uitkomen van het volwassen gebit, lijkt P. boisei op de moderne mens, in de snelheid van wortelvorming op chimpansees. Vermoedelijk groeide P. boisei sneller dan moderne mensen en bereikte eerder de volwassenheid.

## Meer afbeeldingen

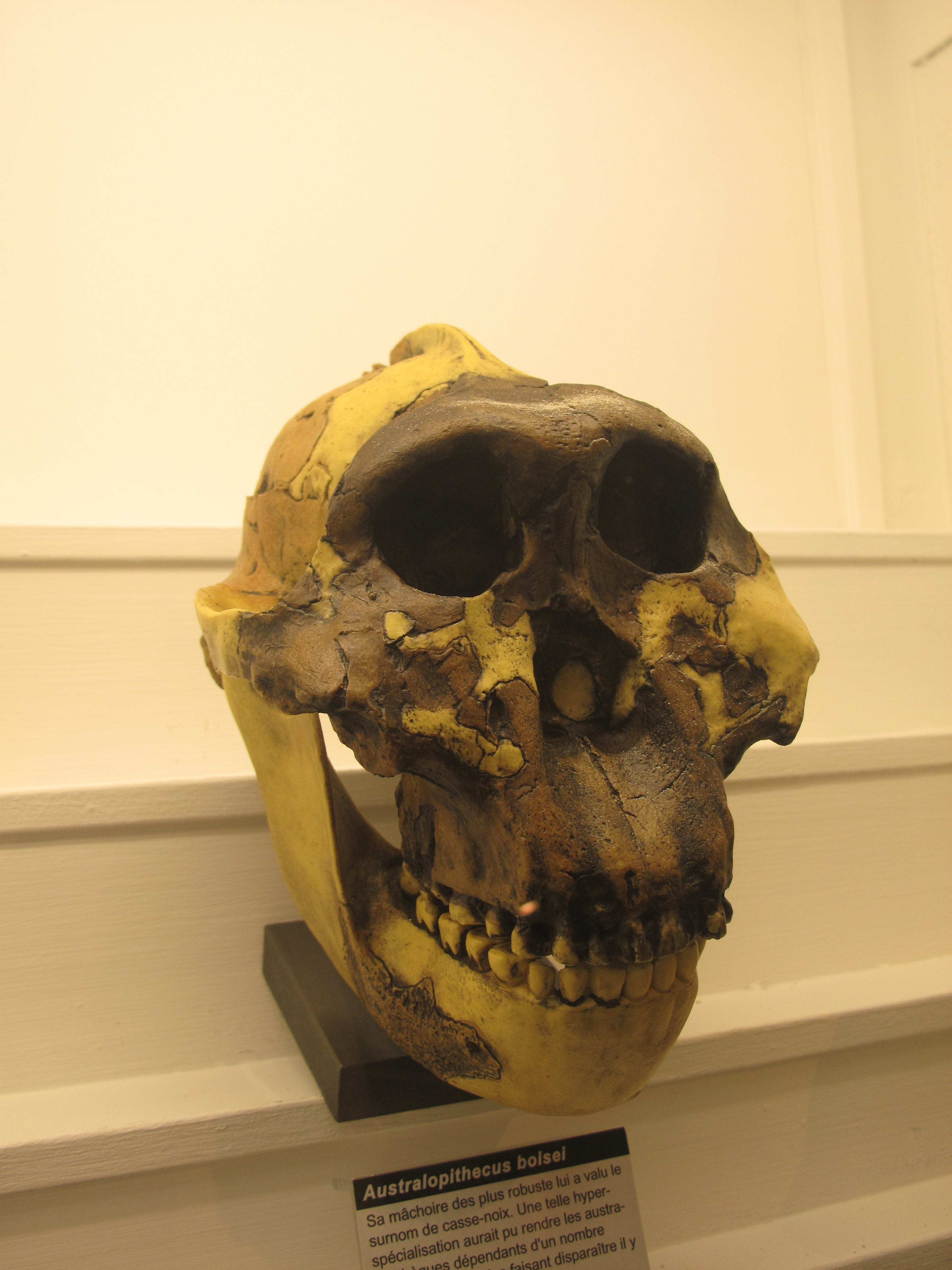
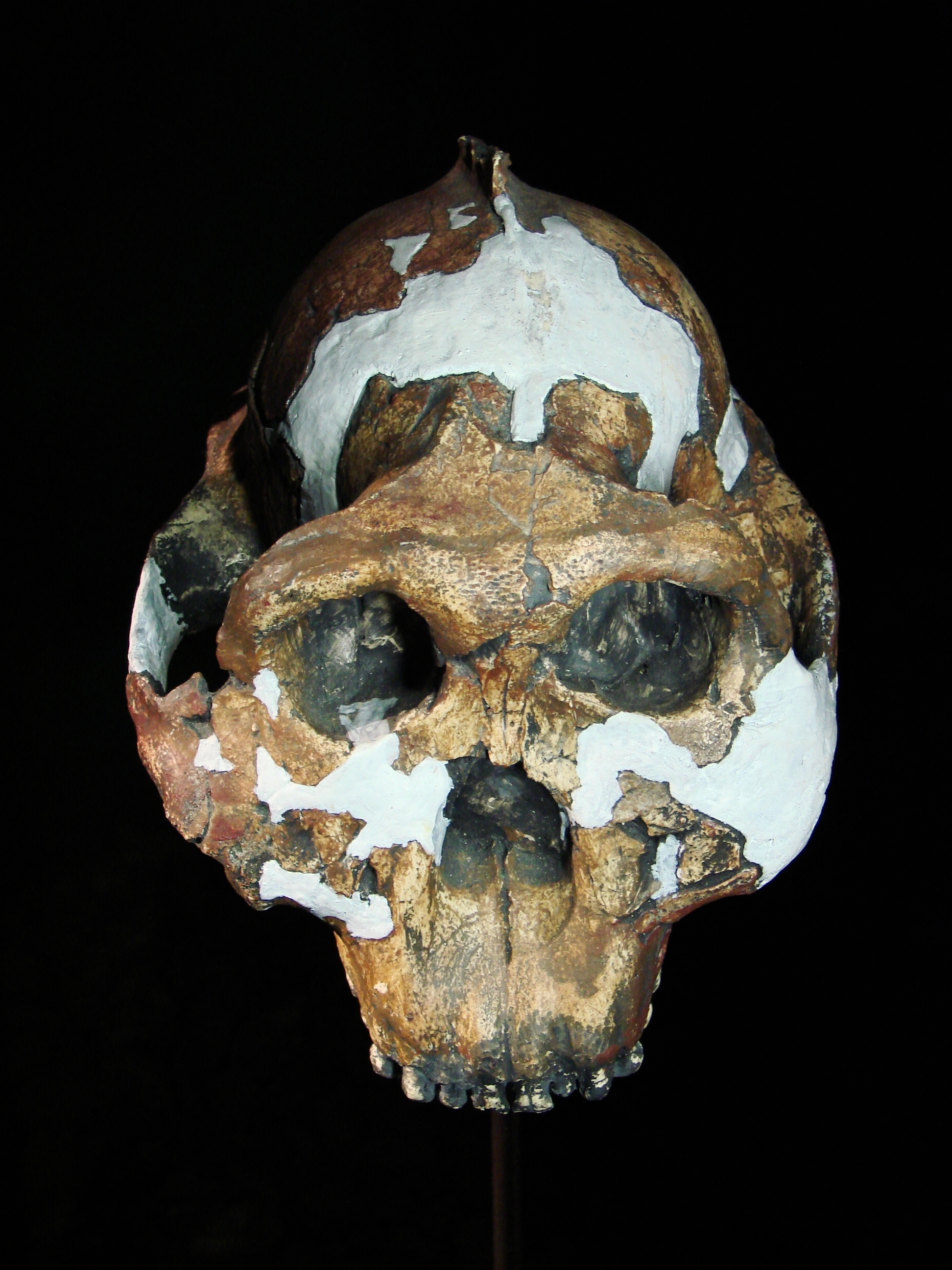
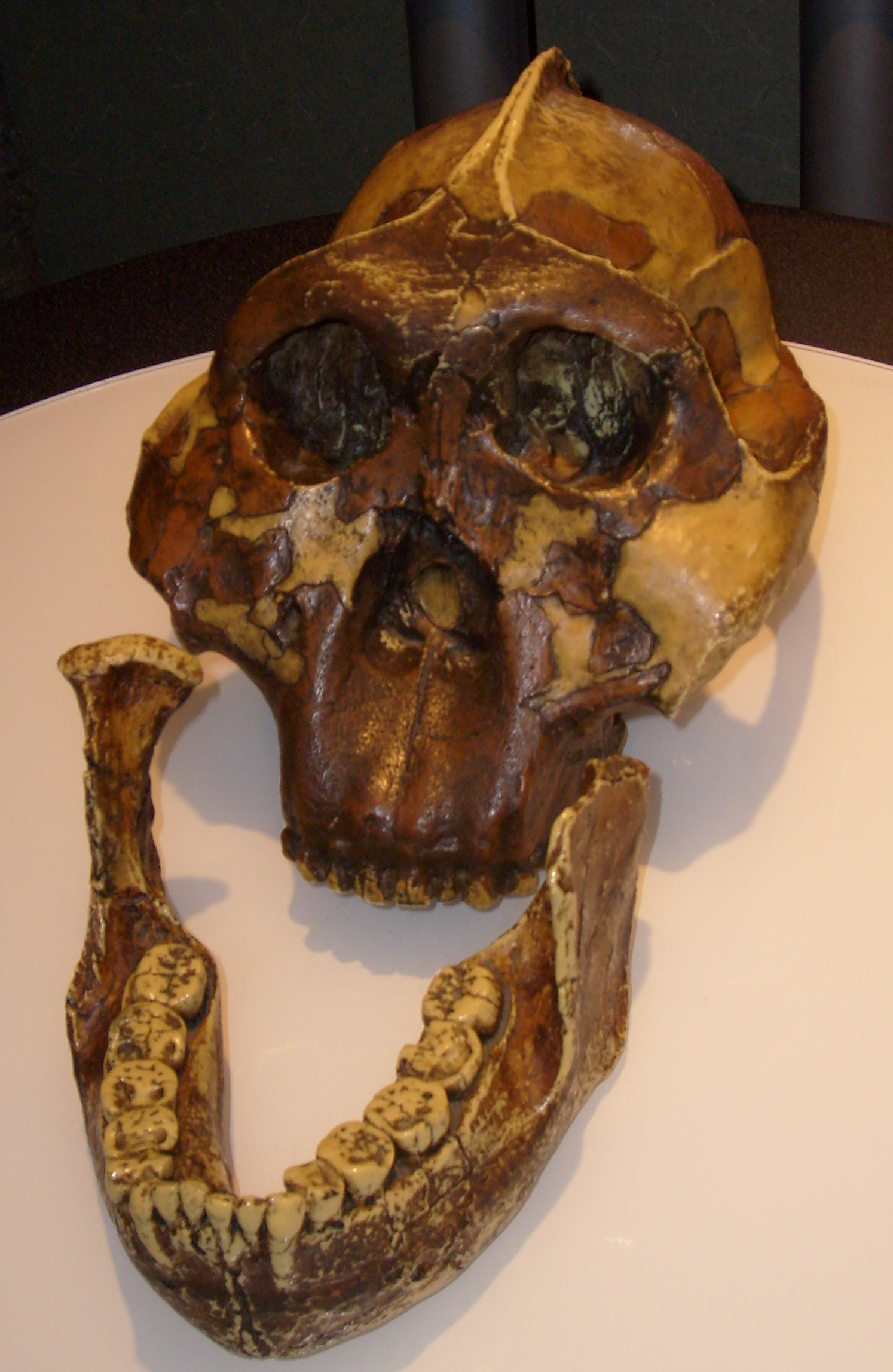
Schedel en onderkaak (twee verschillende individuen)

| Voorlopers en oude verwanten van de mens | Voorlopers en oude verwanten van de mens | Voorlopers en oude verwanten van de mens |
| Fossiel voorkomen                        | Geslacht                                 | Soorten |
| ---------------------------------------- | ---------------------------------------- | --- |
| 7 - 4,4 Ma                               | Sahelanthropus                           | Sahelanthropus tchadensis |
| 7 - 4,4 Ma                               | Orrorin                                  | Orrorin tugenensis |
| 7 - 4,4 Ma                               | Ardipithecus                             | Ardipithecus ramidus · Ardipithecus kadabba |
| 4,3 - 2 Ma                               | Australopithecus                         | A. anamensis · A. afarensis · A. bahrelghazali · A. africanus · A. garhi · A. sediba |
| 3,5 Ma                                   | Kenyanthropus                            | Kenyanthropus platyops |
| 2,5 - 1 Ma                               | Paranthropus                             | P. aethiopicus · P. boisei · P. robustus |
| tot heden                                | Homo                                     | H. antecessor · H. cepranensis · H. denisova · Homo erectus (Javamens · Pekingmens) · H. ergaster · H. floresiensis · H. gautengensis · H. georgicus · H. habilis · H. heidelbergensis · H. helmei · H. neanderthalensis · H. rhodesiensis · H. rudolfensis · Homo sapiens (H. s. idaltu · Cro-magnonmens · Red Deer Cave-mensen) |